# Reiner Brinsa
Reiner Brinsa (* 1. August 1952) ist ein ehemaliger deutscher Fußballspieler und jetziger Trainer.
Er absolvierte in den Jahren 1974 bis 1981 insgesamt 203 Spiele in der 2. Fußball-Bundesliga für Borussia Neunkirchen und Eintracht Trier und erzielte dabei 18 Tore. Mit Borussia Neunkirchen wurde er 1972 und 1974 Meister der Fußball-Regionalliga Südwest und schaffte mit dem Verein 1974 somit die Qualifikation zur neu gegründeten 2. Liga Süd. Mit Eintracht Trier musste Reiner Brinsa 1981 den Abstieg aus der 2. Bundesliga hinnehmen und spielte fortan in der Oberliga Südwest. Mit den Moselstädtern wurde er 1987 Meister der Oberliga, scheiterte jedoch in der Aufstiegsrunde zur 2. Bundesliga an Kickers Offenbach und der SpVgg Bayreuth. Ein Jahr später errang er mit Eintracht Trier den Titel bei der Deutschen Amateurmeisterschaft.
Vom 1. April 1994 bis zum 17. Februar 2009 war Brinsa durchgehend Trainer des luxemburgischen Vereins Victoria Rosport, mit dem er 2001 in die Nationaldivision aufstieg, 2005 den UI-Cup sowie 2008 das Pokalfinale der Coupe de Luxembourg erreichte.

## Stationen als Spieler
- 1971–1975 Borussia Neunkirchen
- 1976–1988 Eintracht Trier